# ماساهارو يامادا
ماساهارو يامادا (باليابانية: 山田政晴؛ بالكانا: やまだ まさはる) هو رباع ياباني، ولد في 1 مايو 1980.

## وصلات خارجية
- ماساهارو يامادا على موقع مشروع نتائج رفع الأثقال الدولية (الإنجليزية)
- ماساهارو يامادا على موقع أوليمبيديا (الإنجليزية)